# Puygaillard-de-Quercy
Puygaillard-de-Quercy é uma comuna francesa na região administrativa de Occitânia, no departamento de Tarn-et-Garonne. Estende-se por uma área de 17,4 km². Em 2010 a comuna tinha 393 habitantes (densidade: 22,6 hab./km²).